# Santiago Quirós
Santiago Alexander Quirós (ur. 4 marca 2003 w Avellanedzie) – argentyński piłkarz występujący na pozycji środkowego obrońcy, od 2023 roku zawodnik Racing Clubu.